# Панорама (Касандра)
Панорама (грч. Πανόραμα) је насељено место у општини Касандра у периферији Средишња Македонија, Грчка. Према попису из 2021. године било је 4 становника.
Панорама се води као посебно насеље од 2002. године.